# Leptaleus nilidisaimus
Leptaleus nilidisaimus es una especie de coleóptero de la familia Anthicidae.

## Distribución geográfica
Habita en Sudán.